# Thalham (Weyarn)
Thalham ist ein Gemeindeteil der Gemeinde Weyarn im oberbayerischen Landkreis Miesbach.

## Geographie
Das Dorf Thalham liegt südöstlich des Hauptortes Weyarn und nordwestlich von Großpienzenau an der Staatsstraße St 2073 und der Kreisstraße MB 12. Östlich des Ortes verläuft die Kreisstraße MB 17, westlich fließt die Mangfall.

## Baudenkmäler

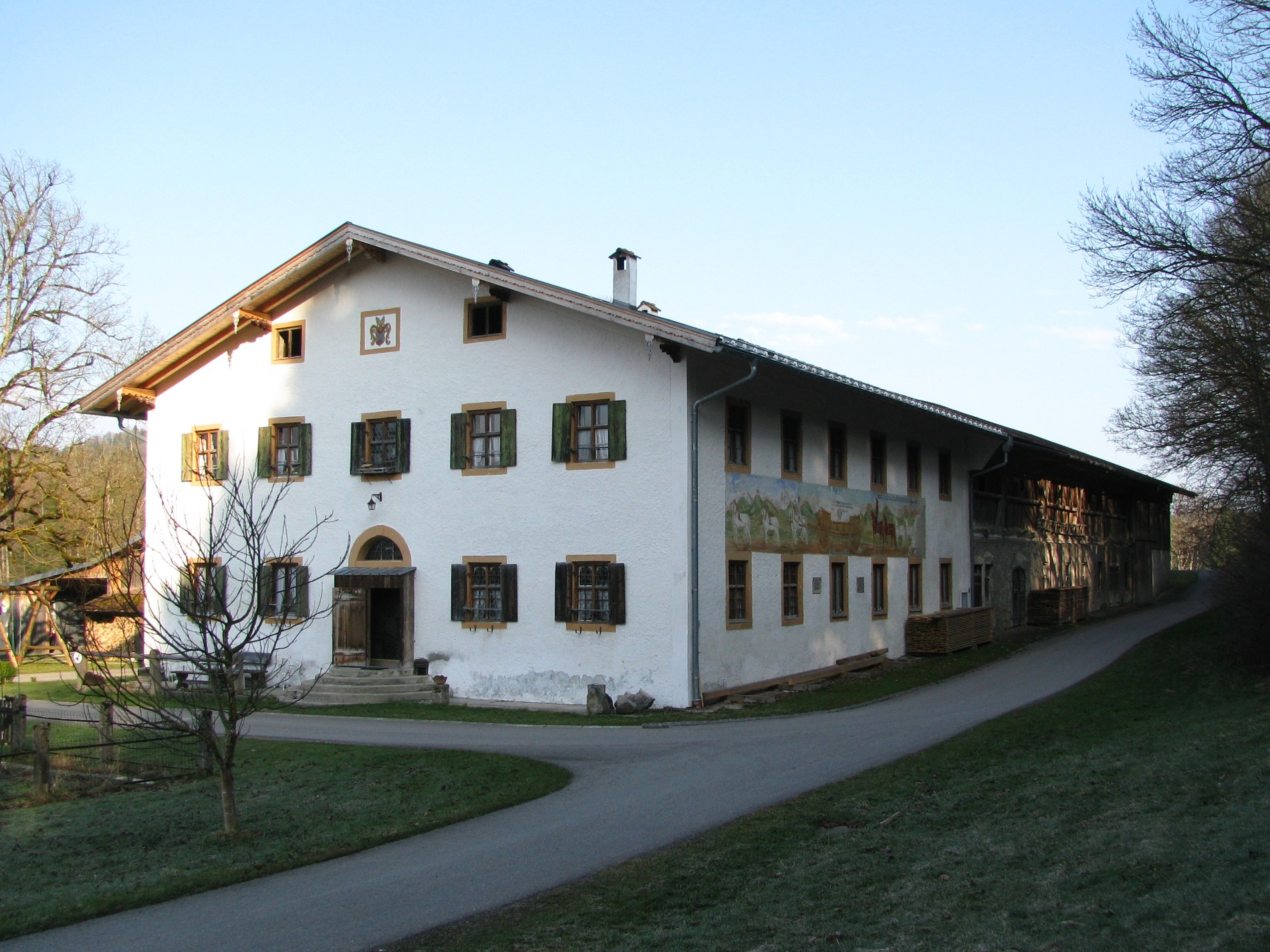
Die sogenannte Herrenmühle – ehemals Klostermühle von Weyarn (2011)

In der Liste der Baudenkmäler in Weyarn sind für Thalham fünf Baudenkmäler aufgeführt, darunter
- die sogenannte Herrenmühle (ehemals Klostermühle von Weyarn). Der stattliche zweigeschossige Putzbau mit Flachsatteldach und der Wirtschaftsteil mit Bundwerk wurden 1769 über einem älteren Kern errichtet. Die Hauskapelle stammt ebenfalls aus dem Jahr 1769. Ein Fresko ist mit 1810 bezeichnet; die Bauinschriften, bezeichnet mit 1668 und 1758, wurden wohl in Zweitverwendung eingesetzt.